# Kaj Leo Johannesen
Pour les articles homonymes, voir Johannesen.
 (janvier 2021).
Si vous disposez d'ouvrages ou d'articles de référence ou si vous connaissez des sites web de qualité traitant du thème abordé ici, merci de compléter l'article en donnant les références utiles à sa vérifiabilité et en les liant à la section « Notes et références ».
Kaj Leo Johannesen, né le 28 août 1964 à Streymoy, est un homme politique féroïen, membre du Parti de l'union. Il est Premier ministre de 2008 à 2015, puis ministre de la Santé de 2019 à 2022.

## Biographie

### Carrière sportive
Johannesen est gardien de but au sein du club de football HB Tórshavn de 1984 à 2004. Il est également international de l'équipe nationale des Féroé en 1991 et 1992.

### Carrière politique
Johannesen est membre du Parti de l'Union depuis 1988. Il est élu au conseil de la municipalité de Tórshavn de 1997 à 2000. Élu au Parlement féroïen en 2002, Johannesen est président du Parti de l'Union depuis 2004. 
À l'issue des élections législatives de 2008, il est nommé Premier ministre de l'archipel le 28 septembre et forme un gouvernement de coalition entre son parti de l'Union, le Parti social-démocrate et le Parti du peuple. En avril 2011, ce dernier quitte la coalition et le gouvernement se poursuit sur une base minoritaire jusqu'au élections de l'automne suivant. Johannesen, reconduit dans ses fonctions le 14 novembre 2011, forme un second gouvernement qui associe les partis de l'Union, du Peuple, du Centre et de l'Autogouvernement. En septembre 2013, ce dernier quitte la coalition.
Lors des élections législatives du 1er septembre 2015, la coalition sortante est largement battue et Johannesen remet sa démission le lendemain.
Il est nommé ministre de la Santé le 16 septembre 2019.